# Tito Quinzio Crispino Sulpiciano
Tito Quinzio Crispino Sulpiciano (in latino Titus Quinctius Crispinus Sulpicianus; fl. I secolo a.C.) è stato un politico romano del I secolo a.C. appartenente alla gens Quintia.

## Biografia
Fu uno dei triumviri monetales nel 18 a.C. Divenne console nel 9 a.C. con Druso maggiore, figlio adottivo di Ottaviano. Durante il suo consolato venne emessa la Lex Quinctia per la regolamentazione degli acquedotti.